# Armeria humilis subsp. odorata
Armeria humilis subsp. odorata é uma subespécie de planta com flor pertencente à família Plumbaginaceae. 
A autoridade científica da subespécie é (Samp.) P. Silva, tendo sido publicada em Botanical Journal of the Linnean Society 64: 377. 1971.

## Portugal
Trata-se de uma subespécie presente no território português, nomeadamente em Portugal Continental.
Em termos de naturalidade é endémica da Península Ibérica.

## Protecção
Não se encontra protegida por legislação portuguesa ou da Comunidade Europeia.